# Квебек Ремпартс
«Квебек Ремпартс» (англ. Quebec Remparts, фр. Remparts de Québec) — канадський молодіжний хокейний клуб, що представляє місто Квебек з однойменної провінції. Команда виступає у східному дивізіоні QMJHL. Домашнім майданчиком колективу є «Колісіум-де-Пепсі», найбільша арена ліги, котра під час проведення хокейних поєдинків здатна вмістити понад 15 тис. уболівальників.

## Історія
Вперше клуб з такою назвою було створено у 1969 році. А вже за два роки «Ремпартс» зуміли виграти Меморіальний кубок.
Команда продовжувала свої виступи у ГЮХЛК до 1985 року, після чого взяла паузу на три сезони. Але після повернення до активних виступів, клуб змінив місце дислокації, переїхавши в передмістя Монреалю Лонгьой. За три сезони після цього, клуб переїхав у Вердан, а 1994 року припинив своє існування.
Історія сучасного клубу розпочалася у 1990 році створенням у місті Бопор (з 2002 року приєднане до Квебеку) команди «Білі Сови» (Harfangs). За сім сезонів існування даного клубу, в ньому встигли пограти такі відомі виконавці, як Ерік Беланже, Метью Барнебі та Ерік Дазе. У 1997 році команда переїхала до Квебеку та отримала свою нинішню назву.
Починаючи з сезону 1997-98 років, після свого повернення в лігу, «Ремпартс» жодного разу не пропустили плей-оф, але і виграти Президентський кубок ГЮХЛК їм поки також не вдалося. Найбільш близькою до цього команда була у 2006 році, однак поступилася у фіналі «Вайлдкетс». У зв'язку з тим, що в розіграші Меморільного кубку 2006 Монктон був господарем змагань, квебецьку лігу на турнірі представляли саме «Ремпартс». Перемігши у фіналі з рахунком 6:2 все тих же «Вайлдкетс», квебекці вдруге у своїй історії виграли головний трофей молодіжного хокею Канади. «Квебек Ремпартс» став першим тріумфатором Меморіального кубку, котрий не був ані господарем турніру, ані переможцем своєї ліги.

## Результати по сезонах
Скорочення: І = Ігри, В = Виграші, Н = Нічиї, ПО = Поразки не в основний час гри, П = Поразки, ГЗ = Голів забито, ГП = Голів пропущено, О = Очки
| Сезон     | Ліга  | І  | В  | Н | ПО | П  | ГЗ  | ГП  | О   | Плей-оф               |
| 1997-1998 | QMJHL | 70 | 46 | 6 | -  | 18 | 285 | 204 | 98  | Програш у 3-му раунді |
| 1998-1999 | QMJHL | 70 | 51 | 6 | -  | 13 | 316 | 207 | 108 | Програш у 3-му раунді |
| 1999-2000 | QMJHL | 72 | 44 | 4 | 4  | 20 | 289 | 213 | 96  | Програш у 2-му раунді |
| 2000-2001 | QMJHL | 72 | 22 | 9 | 5  | 36 | 225 | 303 | 58  | Програш у 1-му раунді |
| 2001-2002 | QMJHL | 72 | 31 | 7 | 2  | 32 | 212 | 260 | 71  | Програш у 2-му раунді |
| 2002-2003 | QMJHL | 72 | 42 | 3 | 3  | 24 | 278 | 205 | 90  | Програш у 2-му раунді |
| 2003-2004 | QMJHL | 70 | 28 | 7 | 3  | 32 | 210 | 245 | 66  | Програш у 1-му раунді |
| 2004-2005 | QMJHL | 70 | 38 | 5 | 5  | 22 | 267 | 205 | 86  | Програш у 2-му раунді |
| 2005-2006 | QMJHL | 70 | 52 | - | 2  | 16 | 349 | 221 | 106 | Програш у фіналі      |
| 2006-2007 | QMJHL | 70 | 37 | - | 5  | 28 | 294 | 288 | 79  | Програш у 1-му раунді |
| 2007-2008 | QMJHL | 70 | 38 | - | 4  | 28 | 256 | 225 | 80  | Програш у 2-му раунді |
| 2008-2009 | QMJHL | 68 | 49 | - | 3  | 16 | 282 | 184 | 101 | Програш у 3-му раунді |
| 2009-2010 | QMJHL | 68 | 41 | - | 7  | 20 | 278 | 232 | 89  | Програш у 2-му раунді |
| 2010-2011 | QMJHL | 68 | 48 | - | 4  | 16 | 277 | 187 | 100 | Програш у 3-му раунді |
| 2011-2012 | QMJHL | 68 | 43 | - | 7  | 18 | 275 | 191 | 93  | Програш у 2-му раунді |
| 2012-2013 | QMJHL | 68 | 42 | - | 5  | 21 | 241 | 197 | 89  | Програш у 2-му раунді |
| 2013-2014 | QMJHL | 68 | 39 | - | 12 | 17 | 255 | 209 | 90  | Програш у 1-му раунді |
| 2014-2015 | QMJHL | 68 | 40 | - | 3  | 25 | 267 | 232 | 83  | Програш у 1-му раунді |

## Рекорди клубу
Командні рекорди
- Найбільша кількість очок в сезоні — 108 (в51-н6-п13) (1998-99)
- Найменша кількість очок в сезоні — 58 (в22-н9-по5-п36) (2000-01)
- Найбільша кількість забитих голів в сезоні — 349 (2005-06)
- Найменша кількість забитих голів в сезоні — 210 (2003-04)
- Найбільша кількість пропущених голів в сезоні — 303 (2000-01)
- Найменша кількість пропущених голів в сезоні — 184 (2008-09)

Індивідуальні рекорди
- Найбільша кількість набраних очок за сезон — 152, Олександр Радулов (2005-06)
- Найбільша кількість закинутих шайб у сезоні — 61, Олександр Радулов (2005-06)
- Найбільша кількість результативних пасів за сезон — 91, Олександр Радулов (2005-06)
- Найбільша кількість штрафних хвилин у сезоні — 479, Мартін Греньє (1998-99)

### Найкращі бомбардири
| Найбільша кількість: | Найбільша кількість: | Найбільша кількість: | Найбільша кількість: | Найбільша кількість: | Найбільша кількість: | Найбільша кількість: | Найбільша кількість: | Найбільша кількість: | Найбільша кількість: |
| Матчів               | Матчів               | Голів                | Голів                | Результативних пасів | Результативних пасів | Очок                 | Очок                 | Штрафних хвилин      | Штрафних хвилин      |
| -------------------- | -------------------- | -------------------- | -------------------- | -------------------- | -------------------- | -------------------- | -------------------- | -------------------- | -------------------- |
| Мікаел Там           | 318                  | Ерік Шуінар          | 148                  | Джош Генессі         | 163                  | Ерік Шуінар          | 296                  | Мартін Греньє        | 1065                 |
| Джош Генессі         | 269                  | Джош Генессі         | 128                  | Адам Ерн             | 157                  | Джош Генессі         | 291                  | Томмі Болдук         | 802                  |
| Майкл Андрікопулос   | 259                  | Адам Ерн             | 118                  | Анжело Еспозіто      | 150                  | Адам Ерн             | 275                  | Джой Райан           | 592                  |
| Марк-Олів'є Валера   | 258                  | Ентоні Дюклер        | 116                  | Ерік Шуінар          | 148                  | Ентоні Дюклер        | 249                  | Джеф Гедлі           | 487                  |
| Джой Райан           | 258                  | Михайло Стефанович   | 106                  | Джонатан Марчессо    | 141                  | Анжело Еспозіто      | 246                  | Майк Брей            | 463                  |

## Гравці

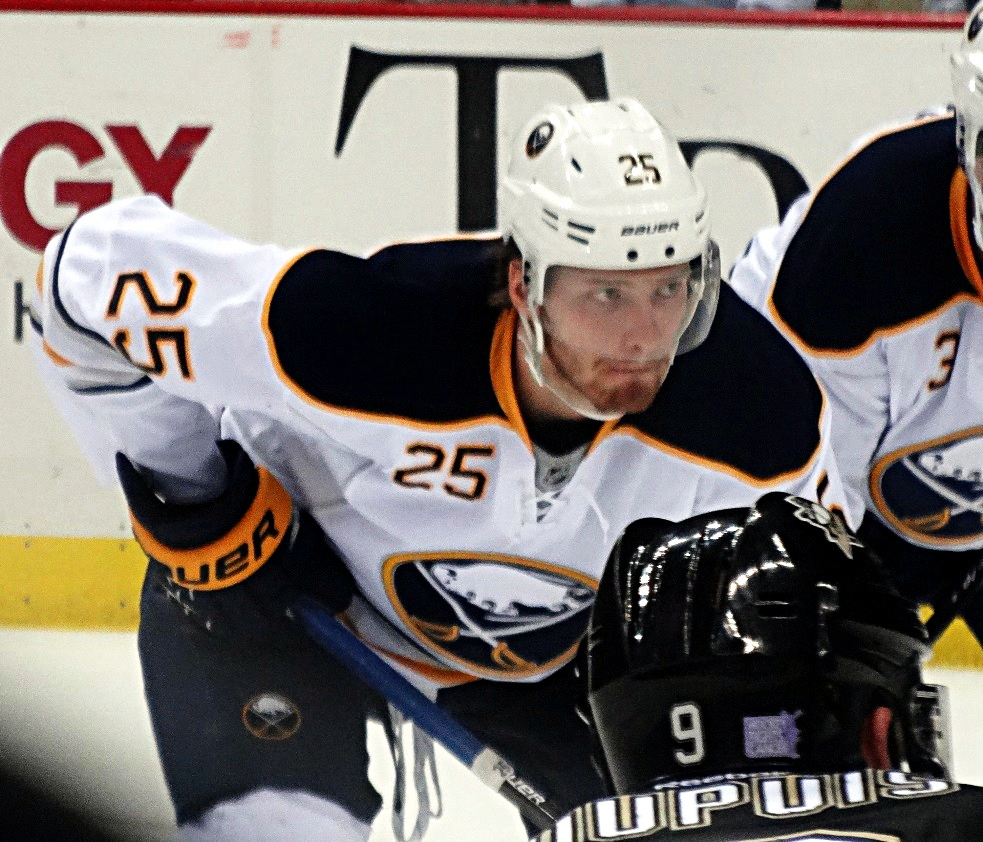
Михайло Григоренко

### Найвідоміші хокеїсти
- Сімон Ганьє
- Максим Балмочних
- Ерік Шуінар
- Седрік Дежарден
- Антуан Верметт
- Майк Рібейро
- Юрай Колник
- Крістіан Кудроч
- Марк-Едуард Власич‎
- Олексаднр Радулов
- Михайло Григоренко

Найвідоміші гравці, що грали у складі «Ремпартс» з 1969 по 1985 роки:
- Андре Доре
- Гі Лафлер
- Сільвен Коте
- Реаль Клутьє
- Гі Шуінар
- Мішель Гуле

### Номери, виведені з обігу
- 4 — Гі Лафлер
- 12 — Сімон Ганьє
- 22 — Олексаднр Радулов
- 44 — Марк-Едуард Власич

### Український слід
В новітній історії «Ремпартс» у їх складі зіграв лише один українець, киянин Дмитро Толкунов. Він провів у команді два сезони й, незважаючи на те, що є захисником, набрав 103 бали за результативність у 135 проведених поєдинках.